# Пригоди Шерлока Холмса і доктора Ватсона (телесеріал)
«Пригоди Шерлока Холмса і доктора Ватсона» — радянський телесеріал, який транслювався телебаченням з перервами впродовж 1979–1986 років. Екранізація творів Артура Конан-Дойля режисера Ігоря Маслєннікова.

## Історія створення
Ігор Масленников не дуже полюбляв читати Артура Конан-Дойля та взагалі детективи. Однак йому сподобався сценарій про Шерлока Холмса і доктора Ватсона, написаний Юлієм Дунським та Валерієм Фрідом. Вони принесли його на студію «Ленфільм», не розраховуючи на екранізацію. Сценарій був цікавий тим, що доктор Ватсон та детектив Шерлок Холмс ставали повноправними героями сюжету.
На роль Холмса Масленников спочатку запросив Олександра Кайдановського. Цікаво, що режисер запрошував на проби Холмса і композитора Володимира Дашкевича, котрий потім написав музику до фільму. Дашкевич відмовився від пропозиції, але сказав, що на детектива більш підходить Василь Ліванов, який уже знімався у Масленникова у фільмі «Ярославна, королева Франції». Василя Ліванова відразу ж після проб було утверджено на роль Холмса.
Із кандидатурою на роль Ватсона було складніше. Він не мав у книзі такого чіткого опису, як Холмс, адже був оповідачем детектива. Спочатку Масленников запросив на кінопроби Олега Басилашвілі. Однак пізніше до рук режисера потрапила фотографія Віталія Соломіна, на якій він був зображений із приклеєними армійськими вусами. Так Віталій Соломін потрапив на зйомки стрічки «Шерлок Холмс і доктор Ватсон».
На роль місіс Хадсон одразу ж запросили Рину Зелену, якій тоді було вже 77 років, проте вона все одно погодилася грати. Образ інспектора Лестрейда втілив Борислав Брондуков. Він блискуче пройшов проби, однак Масленникову не сподобався виразний український акцент Брондукова, тому режисер запросив озвучити його роль Ігоря Єфимова.
22 березня 1980 року відбулася прем'єра фільму на телеекранах. Невдовзі Ліванов-Холмс та Соломін-Ватсон стали улюбленцями мільйонів телеглядачів та героями анекдотів. На «Блакитному вогнику» з нагоди нового 1981 року Віталій Соломін та Василь Ліванов зіграли невелику постановку про всесвітньо відомого детектива та його колегу. Кіностудія «Ленфільм» була завалена листами від багатьох телеглядачів про продовження серіалу. В одному з листів Ігореві Масленникову навіть погрожували, що якщо він не зніме продовження, то помре. Відтак творці серіалу були просто змушені продовжити пригоди Шерлока Холмса і доктора Ватсона.
Упродовж наступних років вийшли ще чотири фільми про Холмса та Ватсона, а у 1986 році зйомки стрічки було завершено. Актори втомилися грати одні й ті самі ролі, до того ж дехто вже був не в такій гарній фізичній формі, як раніше. Утратив інтерес до зйомок і Масленников. Здоров'я Рини Зеленої настільки погіршилося, що вона майже повністю осліпла.
У 2000 році Ігор Масленников випустив серіал «Спогади про Шерлока Холмса», який складався з 13 серій. Продюсером виступив директор російського телеканалу «ОРТ» Костянтин Ернст. Серіал складався з двох частин. Із класичного радянського виділяли лише окремі історії, які переривалися сюжетною лінією про Артура Конан-Дойля.
Проте на матеріали серіалу зараз накладено арешт, вони не підлягають показу, адже майже весь телефільм складається зі старих серій, а права на їх показ у «Ленфільма» викупила фірма «Медіа-Мост».

## Серії
| № | Назва                                                | Назва серії        | за мотивами                                         |
| 1 | «Шерлок Холмс і доктор Ватсон» (2 серії)             | Знайомство         | «Пістрява стрічка»                                  |
| 1 | «Шерлок Холмс і доктор Ватсон» (2 серії)             | Кривавий напис     | «Етюд у багряних тонах»                             |
| 2 | «Пригоди Шерлока Холмса і доктора Ватсона» (3 серії) | Король шантажу     | «Кінець Чарльза Огастеса Мілвертона»                |
| 2 | «Пригоди Шерлока Холмса і доктора Ватсона» (3 серії) | Смертельний двобій | «Остання справа Холмса»                             |
| 2 | «Пригоди Шерлока Холмса і доктора Ватсона» (3 серії) | Полювання на тигра | «Порожній будинок» «Випадок з перекладачем»         |
| 3 | «Собака Баскервілів» (2 серії)                       | 1 серія            | «Собака Баскервілів»                                |
| 3 | «Собака Баскервілів» (2 серії)                       | 2 серія            | «Собака Баскервілів»                                |
| 4 | «Скарби Агри» (2 серії)                              | 1 серія            | «Знак чотирьох»                                     |
| 4 | «Скарби Агри» (2 серії)                              | 2 серія            | «Знак чотирьох» «Скандал у Богемії»                 |
| 5 | «Двадцяте століття починається» (2 серії)            | 1 серія            | «Палець інженера» «Друга пляма»                     |
| 5 | «Двадцяте століття починається» (2 серії)            | 2 серія            | «Креслення Брюса-Партінгтона» «Його останній уклін» |

## Зйомки
Значна частина матеріалу була відзнята у павільйонах «Ленфільму», натуру для зйомок знайшли у Ленінграді, Ленінградській області, у Балтійських країнах та на Кавказі.
Багато будівель, які потрапляли в кадр фільму, це історичні пам'ятки Ленінграда, Риги, Таллінна. Роль Рейхенбахського водоспаду виконав Гегський (Черкеський) водоспад в Абхазії. Для зйомок штаб-квартири Холмса на Бейкер-стріт використовували дім № 22 на вул. Яунієла (Jauniela — дослівно «нова вулиця») у Ризі.

## Успіх
Радянським телеглядачам серіал дуже сподобався. Василій Ліванов та Віталій Соломін разом з багатьма іншими акторами надовго стали асоціюватися з героями телефільму, яких ті грали.
У капіталістичні країни серіал потрапив ще у 1980-і роки — через кордон між НДР та Західним Берліном. Картині було складно легально потрапити на західні телевізійні екрани через нестандартний формат — там вже давно склалася практика ділити фільми на серії тривалістю близько 50 хвилин. Тому багато західних кіноманів записували на відеокасети радянський телефільм, коли його ловили їхні телевізійні антени. Це свідчить про неабияку популярність даного фільму в Західній Європі.
Досить тепло серіал сприйняли і в самій Англії. Критики відзначали, що творці серіалу ретельно поставилися до першоджерела та надзвичайно точно передали атмосферу того часу та самих творів Артура Конан-Дойля про слідчого з Бейкер-стріт.
15 червня 2006 року Василю Ліванову послом Великої Британії у Москві був вручений Орден Британської Імперії, як актору не англійцю, що став найкращим екранним втіленням Шерлока Холмса.

## Цікаві факти
- Знаменита фраза «Елементарно, Ватсон» — ніколи не вимовлялася Холмсом в літературному першоджерелі. Проте, вперше прозвучавши в британському фільмі про Холмса «Повернення Шерлока Холмса» («The Return of Sherlock Holmes», 1929), перейшла і в радянський серіал.[7]
- На відміну від літературного Холмса, який вживав кокаїн, радянський Холмс лише палить.
- За сценарієм фільму та за сюжетом повісті «Етюд у багряних тонах» Шерлок Холмс, коли знайомиться з Ватсоном, запитує доктора: «Давно з Афганістану?». При озвученні фільму було замінено слово «Афганістан» на «Схід», через побоювання політичної цензури.[8]
- Артур Конан-Дойл при написанні «Пістрявої стрічки» допустив кілька серйозних помилок. Доктор Ройлотт використовував для вбивства власної падчерки болотяну змію, яка виповзала з вентиляційної віддушини, а потім спускалася і піднімалася назад по мотузці для дзвінка, яким викликали слуг. Але справа в тому, що змії не зможуть повзти по вільно висячій мотузці, бо їм потрібна тверда основа. Інакше кажучи, такий трюк у житті неможливий. Також у книзі згадувалося про те, що Ройлотт кликав змію свистом, однак у ХХ столітті науковці довели, що змії глухі, тому це теж вважається помилкою автора. Тому коли знімальна група зіткнулася з такою проблемою, було вирішено, що Ройлотт повинен був викликати рептилію не лише свистом, якого змія була не в змозі почути, а й легким постукуванням по стіні. В кінці серії «Знайомство» це все пояснювалося в розмові Холмса з Ватсоном[9].
- Нова Зеландія ввела в обіг серію срібних дводоларових монет, на аверсі яких зображені кадри з радянського телесеріалу[10].